# Cleveland Browns 1980
La stagione 1980 dei Cleveland Browns è stata la 31ª della franchigia nella National Football League. La squadra concluse con un record di 11-5, vincendo il suo primo titolo di division dal 1971. I Browns del 1980 divennero noti come Kardiac Kids per avere avuto diverse gare decise nei momenti finali. Per Cleveland si trattò della prima qualificazione ai playoff dal 1972. Inoltre per il secondo anno consecutivo Sam Rutigliano fu nominato allenatore dell'anno e il quarterback Brian Sipe MVP della NFL.

## Calendario
| Stagione regolare |              |                         |           |        |                             |          |         |
| Turno             | Data         | Avversario              | Risultato | Record | Stadio                      | Pubblico | Sintesi |
| 1                 | 7 settembre  | at New England Patriots | S 17–34   | 0–1    | Schaefer Stadium            | 49,222   | Recap   |
| 2                 | 15 settembre | Houston Oilers          | S 7–16    | 0–2    | Cleveland Municipal Stadium | 80,243   | Recap   |
| 3                 | 21 settembre | Kansas City Chiefs      | V 20–13   | 1–2    | Cleveland Municipal Stadium | 63,614   | Recap   |
| 4                 | 28 settembre | at Tampa Bay Buccaneers | V 34–27   | 2–2    | Tampa Stadium               | 65,540   | Recap   |
| 5                 | 5 ottobre    | Denver Broncos          | S 16–19   | 2–3    | Cleveland Municipal Stadium | 81,065   | Recap   |
| 6                 | 12 ottobre   | at Seattle Seahawks     | V 27–3    | 3–3    | Kingdome                    | 61,366   | Recap   |
| 7                 | 19 ottobre   | Green Bay Packers       | V 26–21   | 4–3    | Cleveland Municipal Stadium | 75,548   | Recap   |
| 8                 | 26 ottobre   | Pittsburgh Steelers     | V 27–26   | 5–3    | Cleveland Municipal Stadium | 79,095   | Recap   |
| 9                 | 3 novembre   | Chicago Bears           | V 27–21   | 6–3    | Cleveland Municipal Stadium | 84,225   | Recap   |
| 10                | 9 novembre   | at Baltimore Colts      | V 28–27   | 7–3    | Memorial Stadium            | 45,369   | Recap   |
| 11                | 16 novembre  | at Pittsburgh Steelers  | S 13–16   | 7–4    | Three Rivers Stadium        | 54,563   | Recap   |
| 12                | 23 novembre  | Cincinnati Bengals      | V 31–7    | 8–4    | Cleveland Municipal Stadium | 79,253   | Recap   |
| 13                | 30 novembre  | at Houston Oilers       | V 17–14   | 9–4    | Houston Astrodome           | 51,514   | Recap   |
| 14                | 7 dicembre   | New York Jets           | V 17–14   | 10–4   | Cleveland Municipal Stadium | 78,454   | Recap   |
| 15                | 14 dicembre  | at Minnesota Vikings    | S 23–28   | 10–5   | Metropolitan Stadium        | 42,202   | Recap   |
| 16                | 21 dicembre  | at Cincinnati Bengals   | V 27–24   | 11–5   | Riverfront Stadium          | 50,058   | Recap   |

Note: gli avversari della propria division sono in grassetto.

### Playoff
| Playoff    |                |                     |           |        |                             |         |
| Turno      | Data           | Avversario (seed)   | Risultato | Record | Stadio                      | Sintesi |
| Divisional | 4 gennaio 1981 | Oakland Raiders (4) | S 12–14   | 0–1    | Cleveland Municipal Stadium | Recap   |

## Classifiche
| AFC Central         |    |    |   |      |      |     |     |     |     |
|                     | V  | S  | P | %    | CONF | DIV | PF  | PS  | STR |
| Cleveland Browns(2) | 11 | 5  | 0 | .688 | 4–2  | 8–4 | 357 | 310 | V1  |
| Houston Oilers(5)   | 11 | 5  | 0 | .688 | 4–2  | 7–5 | 295 | 251 | V3  |
| Pittsburgh Steelers | 9  | 7  | 0 | .563 | 2–4  | 5–7 | 352 | 313 | S1  |
| Cincinnati Bengals  | 6  | 10 | 0 | .375 | 2–4  | 4–8 | 244 | 312 | S1  |